# Tryszki
Tryszki (lit. Tryškiai) – miasteczko na Litwie, położone w okręgu telszańskim i w rejonie telszańskim, nad rzeką Wyrwitą. Liczy 1555 mieszkańców (2001). Dawniej znajdowały się tutaj dobra hr. Wiktora Platera.
W Tryszkach w 1853 urodziła się Maria Witkiewiczowa – polska nauczycielka muzyki, żona Stanisława Witkiewicza, matka Stanisława Ignacego Witkiewicza.